# Hubzilla
Hubzilla — свободное программное обеспечение для создания социальных сетей. Создана Миком Макгирвином, ранее создавшим Friendica. Позднее он отошёл от разработки проекта, а основным разработчиком стал Марио Вавти.

## Описание
Созданные на основе Hubzilla социальные сети называются хабами. Хабы Hubzilla не имеют центрального управления и поддерживаются энтузиастами. Причём хабы могут обмениваться данными друг с другом, образуя децентрализованную сеть. Для общения между хабами в Hubzilla используется протокол Zot, однако с помощью плагинов можно добавить поддержку протоколов ActivityPub, OStatus и Diaspora. Таким образом хабы также являются частью Fediverse, наравне с узлами Mastodon, Pleroma, Peertube и др.
Страницы пользователей в Hubzilla называются каналами. Причём канал может быть личной страницей, блогом или форумом. Для обозначения каналов в Hubzilla используется адрес типа канал@хаб.домен. Hubzilla позволяет пользователям гибко контроллировать видимость публикаций. Во время публикации можно выбрать конкретных пользователей, которым будет видна запись. Данная опция также применима к фотографиям, событиям в календаре, веб-страницам, беседам и файлам.
Отличительная особенность Hubzilla — возможность клонировать или перенести свой канал на другие хабы. Данная возможность позволяет сохранить свои данные в случае, если хаб перестал существовать, а также для обхода цензуры в хабе, где зарегистрирован пользователь. При клонировании и перемещении канала на другой хаб сохраняются все данные и контакты пользователя. Так новая запись с канала, клонированного на несколько хабов, автоматически клонируется на эти хабы.
Помимо обычных возможностей социальных сетей, в Hubzilla также есть встроенные облачное хранилище, календарь, фотоальбом, возможность создавать собственные сайты и вики.